# Arije
Arije (nemško Arriach) je naselje v Občini Arije v Okraju Beljak-dežela na Koroškem v Avstriji.